# Rosina Wachtmeister
Rosina Wachtmeister (* 7. Januar 1939 in Wien) ist eine weltweit bekannte österreichische bildende Künstlerin.

## Leben und Werk

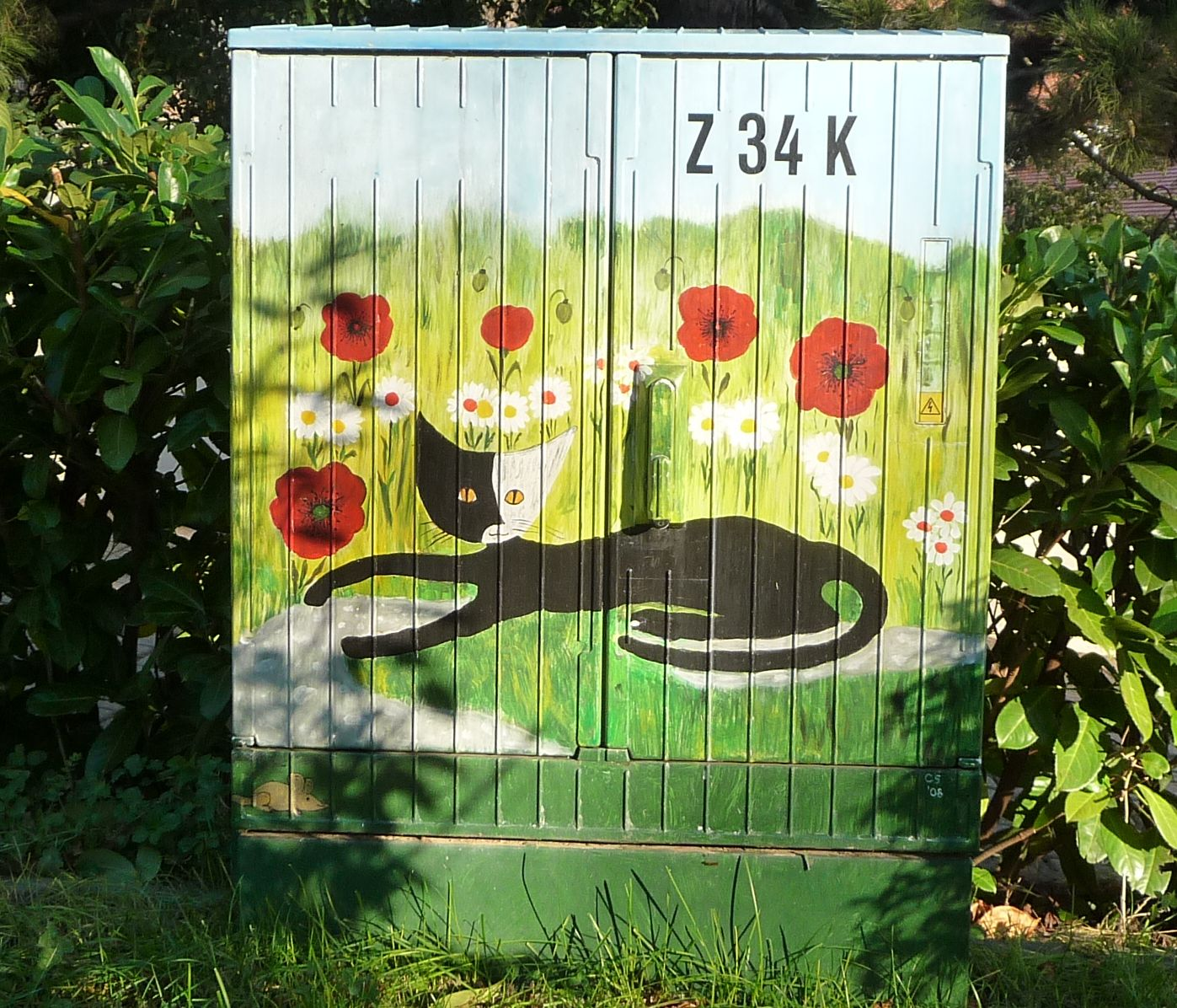
Verteilerkasten in Friedelsheim mit typischer Rosina-Wachtmeister-Katze

Wachtmeister wuchs am oberösterreichischen Attersee auf und zog im Alter von 14 Jahren nach Brasilien. In Porto Alegre besuchte sie eine Kunstschule, an der sie Bildhauerei und Bühnenbildnerei studierte. Durch zahlreiche Ausstellungen wurde sie schnell international bekannt.
1974 kam Wachtmeister nach Europa zurück; heute lebt sie in Capena bei Rom.
Als Vertreterin zeitgenössischer naiver Kunst bevorzugt die Künstlerin romantische Motive und in charakteristischem Stil gemalte Darstellungen von Katzen. Ihre Bilder sind auf Postern und Gebrauchsgegenständen weit verbreitet. Die nach ihren Motiven (wie die ähnlich populären Hummel-Figuren) von dem Porzellanhersteller Goebel produzierten und vertriebenen Keramikfiguren werden von Sammlern in der ganzen Welt erworben.
Wachtmeister veröffentlichte mehrere Bildbände mit Illustration zu Werken der Weltliteratur und Musik, darunter beispielsweise das Hohelied König Salomos und die Mozartoper Die Zauberflöte.
Das frühe Werk Wachtmeisters ist in Deutschland wenig bekannt. Geschnitzte Puppen, die sie in Brasilien schuf, sind in der Internationalen Jugendbibliothek in Schloss Blutenburg bei München ausgestellt.
In einem 2017 von Miriam Jakobs und Gerhard Schick produzierten Dokumentarfilm mit dem Titel Katzen für Millionen – Die Welt der Rosina Wachtmeister wird ihre „Entwicklung von der unbekannten jungen Marionettenspielerin zur weltweit agierenden Künstlerin und streitbaren Schutzpatronin eines ganzen Dorfes“ [Capena, ihr Wohnort] gezeigt. Der 30-minütige Film wurde am 27. Februar 2022 auf 3sat ausgestrahlt.

## Illustrierte Bildbände (Auswahl)
- Die Zauberflöte. Nach der Oper von Wolfgang Amadeus Mozart. Pattloch, Augsburg 1998, ISBN 3-629-00764-3.
- Serafino. Pattloch, München 2000, ISBN 978-3-629-00145-0.
- Die vier Jahreszeiten. Pattloch, München 2001, ISBN 978-3-629-00488-8.
- Ich finde dich in allen Dingen. Illustrationen zu Gedichten von Rainer Maria Rilke. Pattloch, München 2002, ISBN 978-3-629-01185-5.
- Hallo, lieber Zwilling. Fischer Scherz, 2002. ISBN 978-3-502-37802-0.
- Hallo, lieber Löwe. Fischer Scherz, 2002, ISBN 978-3-502-37804-4.
- Katzen. Pattloch, München 2004, ISBN 978-3-629-02033-8.
- Die Schöpfung. Pattloch, München 2004, ISBN 978-3-629-01239-5.
- Das Lied von der Liebe. Illustrationen zum Buch der Bibel. Pattloch, München 2004, ISBN 978-3-629-01240-1.
- Vom Glück mit Katzen zu Wohnen. Callwey, München 2013, ISBN 978-3-7667-1996-6.

## Dokumentarfilm
- Katzen für Millionen – Die Welt der Rosina Wachtmeister. Dokumentarfilm von Miriam Jakobs und Gerhard Schick, Deutschland 2017, 30 min.